# Serrat dels Hereus

El Serrat dels Hereus, respecte del terme de Castellcir

El Serrat dels Hereus és un serrat del terme municipal de Castellcir, a la comarca del Moianès.
Està situat en el sector nord-oest del centre del terme de Castellcir, a prop i al nord-oest de la masia de la Talladella, a llevant de l'extrem sud-oest de la Baga de la Talladella. És al nord i est del Sot de la Sorra i al nord-est de la Baga de Sant Jeroni. És a ponent del Camí de Santa Coloma Sasserra.

## Etimologia
Sense que se'n sàpiga el motiu exacte, aquest serrat pren el nom, en plural, de la figura de l'hereu, fill, generalment el mascle primogènit, que rebia la major part del patrimoni patern.